# Joaquim Marinel·lo i Bosch
Joaquim Marinel·lo i Bosch (15 d'octubre de 1838 - Terrassa, 23 de desembre de 1903) va ser un escriptor, poeta festiu, actor còmic i alcalde de Terrassa pel Partit Federal en els períodes de 1883-1885 i 1891-1891.
A la Biblioteca Nacional se'n conserven quatre manuscrits teatrals.

## Obra dramàtica
- La festa del Santuari, melodrama català en quatre actes i en vers. (1863)
- La festa de l'ermita, o sia El casament de Sileta, comèdia en tres actes en vers català. (1863)
- Cristeta, estanquera, peça original en un acte, escrita en català. (novembre 1864)
- La voluntad del difunto, o sea Las sombras fingidas, humorada cómico-fantástica en un acto, original y en verso.